# ペンギン (バットマン)

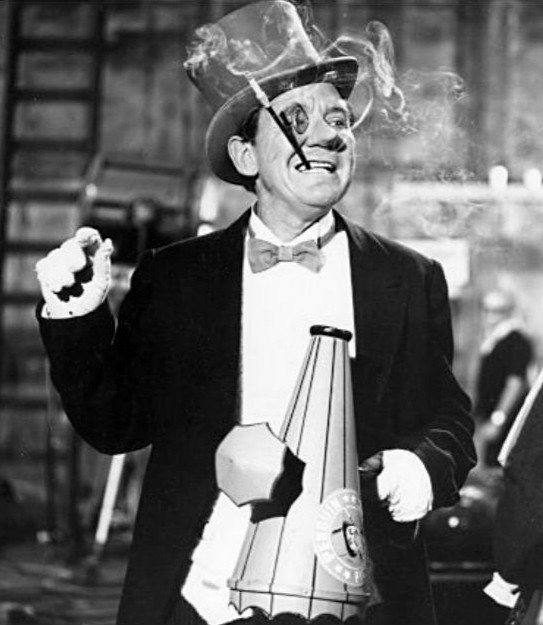
テレビドラマのペンギン（1967年）

ペンギン(Penguin)、本名オズワルド・チェスターフィールド・コブルポット（Oswald Chesterfield Cobblepot）は、DCコミックスの出版するアメリカンコミック『バットマン』に登場する架空のスーパーヴィラン。ライターのビル・フィンガーとアーティストのボブ・ケインによって創造され、“Detective Comics“#58 (1941年12月)に初登場した。ペンギンはバットマンの最も永続的な敵の1人である。

## 概要
ペンギンはビル・フィンガーとボブ・ケインによって創造され、“Detective Comics“#58(1941年12月)に初登場した。ペンギンは特殊な傘を武器として使い、背の低い、恰幅の良い男性として描かれている。ギャングや泥棒達は彼を"The Gentleman Of Crime"（犯罪の紳士）と呼んでいる。
ボブ・ケインはタバコ“Kool“の広告のマスコットからキャラクターをインスパイアした。マスコットのペンギンはトップハット、タキシード、杖を持っており、上流階級の紳士のイメージは皇帝ペンギンを連想させた。
1960年代のテレビドラマとその映画ではバージェス・メレディスが演じた。1992年のバットマン・リターンズでは暗いグロテスクなバージョンをダニー・デヴィートが演じた。バットマン (アニメ)では奇形の追放者と貴族の2つの側面を描いた。GOTHAM/ゴッサムでは若いペンギンをロビン・ロード・テイラーが演じた。
ペンギンはバットマンの最高のヴィランの1人であり、コミック界で最も偉大なヴィランの1人だと繰り返し賞されている。
IGNの“Top 100 Comic Book Villains of All Time”（コミックブックのヴィラントップ100）では、ペンギンは第51位にランクインした。
バットマンの他のヴィランとは異なり、ペンギンはしっかりした自己管理能力を備え、完全に正気である。狂気に走ったヴィランの多い中で、犯罪者ではあっても正常な人間であることが、逆に異彩を放つと言える。それは、彼とバットマンに独特の関係を与えている。ペンギンはゴッサムでアイスバーグ・ラウンジと呼ばれる高級レストランを経営しているが、そこには犯罪者もたびたびやって来るため、裏の世界の情報源として、バットマンもアイスバーグ・ラウンジを時々利用している。彼が情報提供者のままである限り、バットマンはコブルポットの表のビジネスを見逃している。

## オリジン
オズワルド・チェスターフィールド・コブルポットは低い身長、小太りな体型、嘴のような鼻から「ペンギン」と呼ばれていじめられていた。彼が子供の頃、父親が雨に打たれて肺炎で死亡したため、過保護な母親は絶対に雨に打たれないように彼に傘を持つ事を常に強制した。母親はオズワルドにペットの鳥を惜しまず与えた。所有した鳥は彼のただ一人の友人になった。鳥に対する愛情から、彼は大学で鳥類学を専攻した。
彼のオリジンストーリーには幾つかバリエーションがあり、いじめっ子たちに鳥を殺されたため、あるいは彼の母親が死亡して、母親の借金を支払うために鳥を差し押さえされたため、コブルポットは犯罪者になる。別のバージョンでは、彼は上流階級の追放者であり、その恨みから犯罪者になる。それらのオリジンに合わせて、ペンギンは犯罪を続ける。
左目にモノクルを常時着用し、タバコを柄の長いシガレットホルダーに付けて、噛むように咥えるのが特徴。フォーマルな服装を好み、シルクハット、モーニングコート、タキシードを着ることが多く近年は毛皮のついた襟のコートを着用することが多い。彼は刑法上は心理的に正気であり、利口な人物たちの裏をかける知能がある。ペンギンは彼を裏切らない忠誠と理解のある部下のチームを持っている。組織犯罪の世界では、ペンギンはタフで他の追随を許さない無敵の存在である。

## 他のメディア

### 映画
『バットマン リターンズ』
演 - ダニー・デヴィート、日本語吹き替え - 石田太郎（テレビ朝日版）、樋浦勉（ソフト版）、青野武（機内上映版）
名家コブルポット家の長男として誕生する。その凶暴さと奇妙な外見から、生まれて数日後のクリスマスに両親に下水道に流された。閉鎖された動物園でペンギンに育てられて成長する。
その後、サーカスに入団して仲間を増やしていき、地下の下水道を拠点にして犯罪を繰り返す。自分の出自を求めて、サーカスのギャングを使った自作自演により、赤ん坊を救った英雄として地上に現れる。ゴッサム・シティの市役所で戸籍記録を調べ上げ、自分の出自を知る。
マックス・シュレックの陰謀から彼と共謀して市長選に出る。しかし、愛されたことがないため人の心を理解できず、自らの発言からバットマンに失脚させられる。自分を簡単に見捨てたシュレック、全ての愛される子供、バットマンに対する復讐を誓い、戸籍記録を調べた際にリストアップしていた両親と愛情に恵まれた長男を部下に命じて誘拐させる。シュレックの長男を拉致しようとするが、シュレックの説得と彼に対する憎しみからシュレックの長男を見逃し、シュレックを誘拐した。
ロケット弾で武装したペンギンを使ってバットマンを殺そうとする。しかし、ペンギンのコントロールを奪われ、自分がロケット弾の攻撃を受けて重傷を負う。誘拐した子供も救出され、バットマンを狙い撃とうと傘を取ったが、銃が仕込まれているものではなくオモチャの傘であり、ろくに反撃できなかった。最期は「氷水でもいいから…」と喉の渇きを訴えて生き絶え、その言葉を聞いたペンギンたちに見取られて池の中に水葬された。
真っ白な皮膚に、尖った鼻、ひれのような手、黒い液が口から染み出している。汚れたベビータイツにイカ襟をつけ、羽毛のコートを羽織っている。武器はマシンガンや刃を仕込んだ傘で、これで相手に催眠術をかけることもできる。
『THE BATMAN-ザ・バットマン-』
演 - コリン・ファレル、日本語吹替 - 金田明夫
カーマイン・ファルコーネの右腕でナイトクラブ「アイスバーグ・ラウンジ」のオーナー。この頃の彼はペンギンと呼ばれているのを極端に嫌っている。原作の通りの禿かかった中年の肥満体だが、まだヴィランとしてペンギンになる前の状態だとリーブスは語っている。
裏社会の抗争等で右足を負傷して障害が残っており、鷲鼻の顔には無数の傷跡が残っている。
バットマンが名乗った通り彼の事を「Mr.復習」と多少敬意をもって呼んでいるが、同時にライバル視もしており、戦いの際は嫉妬と憎悪を露にする。
演じるコリン・ファレルは特殊メイクを施して怪演しているが、当初はあまりに違和感の無いメイク姿に、スタジオ入りした際は別人だと思われ、キャストたちから驚愕された逸話がある。

### ドラマ
『怪鳥人間バットマン』 (1966年–1968年)
演 - バージェス・メレディス、日本語吹替 - 大塚周夫
1960年のテレビドラマではバージェス・メレディスがコミカルに演じた。計算高く、バットマンとロビンの行動を先読みして犯行に及ぶ事が多く、度々バットマンもその計算高さには手を焼く事が多かった。その映画である『バットマン オリジナル・ムービー』では、ジョーカー、リドラー、キャットウーマンの三人と暗黒連邦を結成する。ペンギン型の潜水艦を用意する。
『GOTHAM/ゴッサム』 (2014年-2019年)
演 - ロビン・ロード・テイラー、日本語吹替 - 阪口周平
権力を手にする以前の若いオズワルド・コブルポットとして登場。原作ではカーマイン・ファルコーネやサルバトーレ・マローニと同世代だが、本作中では年下である。ファルコーネ・ファミリーの幹部であるフィッシュ・ムーニーの傘持ち係から徐々に伸し上がっていく。
警察にフィッシュを密告した事がバレ、その制裁としてジム・ゴードンに殺されかけるが見逃される。その後、ゴードンとは積極的に協力関係を築こうとしている。
生き延びたコブルポットはファルコーネと密約をかわし、マローニの組織に潜り込む。知能と残虐な手段でマローニ・ファミリーで様々な功績をあげるが、フィッシュによりスパイであることが発覚する。マローニによる処刑から逃走したコブルポットは、ファルコーネ・ファミリーの一員として迎えられて、フィッシュのナイトクラブを引き継ぐ。
ファルコーネの暗殺者にマローニの暗殺を企てさせ、敢えて失敗させる事で、ファルコーネ・ファミリーとマローニ・ファミリーの戦争を始めさせる。ファルコーネを殺そうとした際にゴードンに阻止される。現れたフィッシュと対決し、彼女を海に突き落とす。そして、自らがゴッサムの王だと宣言する。
性格は腰が低く臆病だが、強い野心とサディスティックな本性を隠している。細身で黒のシングルブレスト。髪型は前髪を垂らして後頭部を逆立てている。フィッシュに片足を折られたことから障害が残っており、ベインとの銃撃戦の中で手榴弾によって左目を負傷したことから後遺症で視力が低下したためモノクルを着用する。シーズン5最終回では紫色のタキシードにシルクハットをかぶって登場する。
『THE PENGUIN-ザ・ペンギン-』 (2024年)
演 - コリン・ファレル、日本語吹替 - 金田明夫
上記の『THE BATMAN-ザ・バットマン』に登場したペンギンを主人公に据えたHBO-Max配信のスピンオフドラマ作品。2023年2月より撮影開始される。
映画本編のラストシーンから1週間後、水没したゴッサムシティでの権力抗争に身を投じる姿を描く。

### アニメ
『バットマン (アニメ)』
デザインは『バットマン リターンズ』を元にしている。アイスバーグ・ラウンジを経営するフィクサーとして描かれた。
声優はポール・ウィリアムズ。日本語版は富田耕生。
『ザ・バットマン』
ブルースの執事、アルフレッドの祖父が仕えていたコブルポット家の出身。過去にアジアで活動していた。没落したコブルポット家を再建する為に犯罪を行う。
傘には空を飛ぶプロペラ、鎖鎌、火炎放射器などの様々な兵器を仕込んでいる。
声優はトム・ケニー、日本語版は川津泰彦。

### ゲーム
アーカムシリーズ
Arkhamシリーズ全編を通して、Cockneyアクセントでの演出。声優は、ノーラン・ノースとIan Redford。
特徴的なモノクルは、酒瓶の底であって、カードでイカサマをした後に顔に深くに突き刺されたため、取り出すことができないという設定。
肥満、不健康、ヘビースモーカー、禿頭、といった特徴は従来と同様である。